# CD Santa Clara
Clube Desportivo Santa Clara – portugalski klub sportowy ze stolicy wysp Azorskich miasta Ponta Delgada. Klub rozgrywa swoje mecze na Estádio de São Miguel, w mieście Ponta Delgada, największym i najludniejszym na Azorach.
Ze względu na obowiązkową kwarantannę dla wszystkich odwiedzających Azory podczas pandemii COVID-19, Santa Clara zakończyła sezon  2019/2020 grając domowe mecze w Oeiras pod Lizboną.

## Obecny skład
Stan na 3 lipca 2021
| Nr | Poz. | Piłkarz          |
| -- | ---- | ---------------- |
| 2  | OB   | Rafael Ramos     |
| 3  | OB   | Mikel Villanueva |
| 5  | OB   | João Afonso      |
| 6  | OB   | Mansur           |
| 7  | NA   | Allano           |
| 10 | PO   | Lincoln          |
| 11 | NA   | Gustavo Viera    |
| 13 | NA   | Carlos Júnior    |
| 18 | PO   | Rúben Oliveira   |
| 19 | PO   | Júlio Romão      |
| 20 | PO   | Costinha         |
| 23 | NA   | Cryzan           |
| 25 | PO   | Hidemasa Morita  |

| Nr | Poz. | Piłkarz           |
| -- | ---- | ----------------- |
| 26 | NA   | Jean Patric       |
| 27 | PO   | Anderson Carvalho |
| 31 | OB   | Cristian González |
| 77 | NA   | Rui Costa         |
| 95 | OB   | Pierre Sagna      |
| 97 | BR   | Rodolfo Cardoso   |
| 99 | BR   | Marco Pereira     |
|    | NA   | Mohamed Bouldini  |
|    | OB   | Paulo Henrique    |
|    | NA   | André Mesquita    |
|    | BR   | Ricardo Fernandes |
|    | OB   | Kennedy Boateng   |
|    | NA   | Rodrigo Simão     |

## Europejskie puchary
Legenda do wszystkich tabel:
- Q – runda eliminacyjna, 1/16, 1/8, 1/4, 1/2 – odpowiednia faza rozgrywek, Grupa – runda grupowa, 1r gr – pierwsza runda grupowa, 2r gr – druga runda grupowa, F – finał, R – runda, PO – play-off
- k. – rzuty karne, los. – losowanie, Dogr. – dogrywka, w. – zasada bramek strzelonych na wyjeździe

| Sezon   | Rozgrywki               | Runda | Przeciwnik           | Dom | Wyjazd | Ogólnie |
| ------- | ----------------------- | ----- | -------------------- | --- | ------ | ------- |
| 2002    | Puchar Intertoto        | 1R    | Szirak Giumri        | 2–0 | 3–3    | 5–3     |
| 2002    | Puchar Intertoto        | 2R    | FK Teplice           | 1–4 | 1–5    | 2–9     |
| 2021/22 | Liga Konferencji Europy | 2Q    | Shkupi               | 2–0 | 3–0    | 5–0     |
| 2021/22 | Liga Konferencji Europy | 3Q    | Olimpija Lublana     | 2–0 | 1–0    | 3–0     |
| 2021/22 | Liga Konferencji Europy | PO    | Partizan             | 2–1 | 0–2    | 2–3     |
| 2025/26 | Liga Konferencji        | 2Q    | NK Varaždin          | 2–0 | 1–2    | 3–2     |
| 2025/26 | Liga Konferencji        | 3Q    | Larne                | 0–0 | 3–0    | 3–0     |
| 2025/26 | Liga Konferencji        | PO    | Shamrock Rovers F.C. | –   | –      | –       |